# Phantastische Nacht
Phantastische Nacht ist eine Novelle von Stefan Zweig aus dem Jahr 1922.
Die Erzählung wurde erstmals in der Neuen Rundschau veröffentlicht. 1929 erschien die Novelle innerhalb der Sammlung „Amok – Novellen einer Leidenschaft“ zusammen mit acht weiteren Erzählungen im Insel Verlag, Leipzig.

## Inhalt
Der österreichische Reserveoberleutnant Baron Friedrich Michael von R. fällt im Herbst 1914 im Alter von 37 Jahren  während der Schlacht bei Rawaruska. Die Familie übergibt den im Oktober 1913 verfassten Text aus dem Nachlass des gefallenen Dragoners an einen fiktiven Erzähler, der quasi als Herausgeber fungiert.
Der Baron von R. aus Wien, der Ich-Erzähler, schreibt für sich das Wunder seiner „Erweckung“ auf. Keiner seiner Freunde weiß etwas von den Papieren. In literarischen Angelegenheiten hält sich der Adelige für unbegabt.
Die Universität hat von R. absolviert. Seine Eltern verstarben früh. Durch das Erbe seiner Eltern ist er finanziell unabhängig, unabhängig auch in der Wahl eines Berufs. Er beschreibt sich als „kultivierten eleganten Mann, reich, unabhängig, mit den Besten einer Millionenstadt befreundet“. Auch als erwachsener Mann, lebt er sein altes Leben weiter. So sagt er von sich, es sei ihm ein „erotischer Genuß“ gewesen, Emotionen zu erregen, anstatt selbst Emotionen zu empfinden. Verluste nimmt er in einer Art „Gefühlsstarre“ hin: Zuerst hat ihm die Frau, mit der er drei Jahre zusammen war, einen Korb gegeben und einen anderen geheiratet. Dann war ein Freund gestorben.
Am Nachmittag des 7. Juni steigt er auf der Ringstraße in einen Fiaker und begibt sich zum Derby. Er nimmt heimlich einen der Wettscheine an sich, die einem Mann auf den Boden gefallen sind, der sein Missfallen erregt hat. Das betreffende Pferd gewinnt das Rennen. Da er ein schlechtes Gewissen hat, setzt er das gewonnene Geld auf ein Pferd, welches dem Vernehmen nach chancenlos ist. Doch auch dieses Pferd gewinnt. Er steckt die gewonnenen Kronenscheine in seine Brieftasche, hält sich aber für einen Dieb. Er fährt im Fiaker zurück nach Wien in den Sachergarten.
Dann schlendert er in den Wurstelprater. Sonst immer gewandt in der Konversation, geniert er sich, eines der flanierenden Dienstmädchen anzusprechen. Seine Derbykleidung und der Pariser Zylinder befremden die einfachen Leute an dem Tisch, zu denen er sich gesetzt hat. In der Nacht gelingt ihm kein erfolgreicher Kontakt zu einer Frau, und er folgt schließlich einer kleinen, verkrüppelten Prostituierten. Die Frau  lächelt ihn an und fragt nach einem Geschenk. Er lebt auf, küsst die Frau. Zwei Burschen bedrängen ihn und verlangen Geld. Er gibt ihnen ein paar von den gewonnenen Kronenscheinen, und die beiden lassen ihn laufen. Auf dem Heimweg verschenkt er seinen restlichen Gewinn an eine Hausiererin, einen Ballonverkäufer, einen Straßenkehrer und an einen Laternenanzünder. Den Rest wirft er in die Backstube im Erdgeschoss eines Hauses und auf die Stufen einer Kirche.

## Hintergrund
Die Erzählung entstand 1922 in Salzburg, wo er in dem Paschinger Schlössl mit seiner Frau und ihren zwei Töchtern aus erster Ehe wohnte. Er pflegte einen üppigen und mondänen Lebensstil und empfing in seinem Haus viele Literaten seiner Zeit, wie Arthur Schnitzler, Hugo von Hofmannsthal, James Joyce, George Orwell oder Romain Rolland.
Wie seine Frau Friderike M. Zweig in ihren Lebenserinnerungen schreibt, verfasste Zweig in diesem Haus etwa 200.000 Manuskriptseiten.